# Gare de Nîmes
Gare de Nîmes vasútállomás Franciaországban, Nîmes településen.

## Vasútvonalak
Az állomást az alábbi vasútvonalak érintik:
- Tarascon–Sète-Ville-vasútvonal
- Saint-Germain-des-Fossés-Nîmes-Courbessac-vasútvonal

## Kapcsolódó állomások
A vasútállomáshoz az alábbi állomások vannak a legközelebb:
- Manduel - Redessan
- Saint-Césaire
- Gare de Fons - Saint-Mamert
- Gare de Lunel
- Gare de Nîmes - Manduel - Redessan